# Qāsemlū (ort i Västazarbaijan)
Qāsemlū (persiska: قاسملو, قاسِملو) är en ort i Iran.   Den ligger i provinsen Västazarbaijan, i den nordvästra delen av landet, 600 km väster om huvudstaden Teheran. Qāsemlū ligger 1 344 meter över havet och antalet invånare är 447.
Terrängen runt Qāsemlū är huvudsakligen kuperad, men norrut är den platt. Runt Qāsemlū är det ganska tätbefolkat, med 185 invånare per kvadratkilometer. Närmaste större samhälle är Bārān Dūz, 8,4 km nordväst om Qāsemlū. Trakten runt Qāsemlū består i huvudsak av gräsmarker.